# Ramon Folc IV de Cardona
Ramon Folc IV de Cardona (1180-23 d'agost de 1241) fou vescomte de Cardona (1227-1241).
Era fill de Guillem I de Cardona i Gueraua de Jorba. Participà en la batalla de Las Navas de Tolosa (1212) i acompanyà el seu pare a la batalla de Muret (1213). El 1229, s'enemistà amb el rei Jaume I i no l'acompanyà a la conquesta de Mallorca (1229). Residí principalment al castell d'Arbeca.

## Núpcies i descendents
Es casà amb Agnès de Torroja qui va aportar les senyories de Solsona, Arbeca i Tarroja. Tingueren quatre fills:
- Sibil·la de Cardona, casada amb Guerau Alemany, baró de Guimerà
- Gueraua de Cardona, morta en 1243.
- Ramon Folc V de Cardona, successor al vescomtat de Cardona.
- Brunissenda de Cardona (?-22 de març de 1293), casada amb Roger IV de Foix.